# Protection civile en Italie
La protection civile italienne, appelée Protezione civile (« Protection civile »), est un service de secours dont le but est la prise en charge des catastrophes naturelles et l'assistance à la population.

## Dénomination dans les langues minoritaires d'Italie
La dénomination en français, Protection civile, s'applique à côté de celle en italien (Protezione Civile) dans la région autonome Vallée d'Aoste, où les deux langues sont sur un pied d'égalité (régime de bilinguisme).
Dans la province autonome de Bolzano, bilingue italien-allemand, la dénomination utilisée en allemand est Zivilschutz.
Dans la région Frioul-Vénétie Julienne, dans les communes bénéficiant d'un régime de bilinguisme italien-slovène, la variante officielle en slovène est Civilna Zaščita.